# Better Than Ezra
Better Than Ezra ist eine amerikanische Alternative-Rock-Band aus New Orleans. Die Band wurde 1988 von Kevin Griffin gegründet, während er und die anderen Bandmitglieder an der Louisiana State University studierten.

## Bandgeschichte
Better Than Ezra gaben 1988 ihr inoffizielles Debüt mit der Demo-Kassette „Chimes Street Demo“. Zwei Jahre später folgte mit „Surprise“ im Jahr 1990 dann das erste offizielle Album. Nachdem Gitarrist Joel Rundell im August des gleichen Jahres durch Selbstmord starb, legten die verbliebenen Bandmitglieder eine Pause ein und fanden sich Ende 1990 wieder als Trio zusammen. Der Band gelang drei Jahre später mit dem Album Deluxe und der daraus ausgekoppelten Single Good ein Überraschungserfolg. Nach Spannungen mit dem Rest der Band verließ Drummer Cary Bonnecaze Better Than Ezra und wurde durch Travis McNabb ersetzt. Auf den folgenden Alben, die eine erheblich bessere Produktion als Deluxe aufwiesen, brachte die Band einige experimentelle Stücke in ihr Repertoire ein, woraufhin die Popularität jedoch so erheblich sank, dass die Band nach How Does Your Garden Grow? von ihrer Plattenfirma vor die Tür gesetzt wurde und seit dem Nachfolger Closer keinen europäischen Vertrieb mehr hat. Die letzten zwei Alben brachten in den USA wieder einen leichten Erfolgsanstieg, ohne dabei zur Hochzeit von Deluxe zurückzukehren. Gleichermaßen ließ die Band von allzu großen Experimenten ab und bot mit ihrem Collegerock wieder einen durchgängigen Stil.
Im Februar 2009 verließ Drummer Travis McNabb die Band um sich anderen Projekten zu widmen. Er wurde durch Michael Jerome ersetzt, der von der Band Pleasure Club zu Better than Ezra stieß.

## Diskografie

### Studioalben
| Jahr | Titel                      | Höchstplatzierung, Gesamtwochen, AuszeichnungChartplatzierungen (Jahr, Titel, Platzierungen, Wochen, Auszeichnungen, Anmerkungen) | Höchstplatzierung, Gesamtwochen, AuszeichnungChartplatzierungen (Jahr, Titel, Platzierungen, Wochen, Auszeichnungen, Anmerkungen) | Höchstplatzierung, Gesamtwochen, AuszeichnungChartplatzierungen (Jahr, Titel, Platzierungen, Wochen, Auszeichnungen, Anmerkungen) | Höchstplatzierung, Gesamtwochen, AuszeichnungChartplatzierungen (Jahr, Titel, Platzierungen, Wochen, Auszeichnungen, Anmerkungen) | Höchstplatzierung, Gesamtwochen, AuszeichnungChartplatzierungen (Jahr, Titel, Platzierungen, Wochen, Auszeichnungen, Anmerkungen) | Anmerkungen                                                                      |
| Jahr | Titel                      | DE | AT | CH | UK | US | Anmerkungen                                                                      |
| ---- | -------------------------- | --- | --- | --- | --- | --- | -------------------------------------------------------------------------------- |
| 1993 | Deluxe                     | — | — | — | — | US35 Platin · (42 Wo.)US | Erstveröffentlichung: 16. November 1993 Wiederveröffentlichung: 28. Februar 1995 |
| 1996 | Friction, Baby             | DE65 (1 Wo.)DE | — | — | — | US64 (19 Wo.)US | Erstveröffentlichung: 13. August 1996                                            |
| 1998 | How Does Your Garden Grow? | — | — | — | — | US129 (1 Wo.)US | Erstveröffentlichung: 25. August 1998                                            |
| 2001 | Closer                     | — | — | — | — | US110 (3 Wo.)US | Erstveröffentlichung: 2. August 2001                                             |
| 2005 | Before the Robots          | — | — | — | — | US84 (3 Wo.)US | Erstveröffentlichung: 31. Mai 2005                                               |
| 2009 | Paper Empire               | — | — | — | — | US62 (1 Wo.)US | Erstveröffentlichung: 12. Mai 2009                                               |
| 2014 | All Together Now           | — | — | — | — | US43 (1 Wo.)US | Erstveröffentlichung: 9. September 2014                                          |

Weitere Alben
- 1988: Chime Street Studio Demo Tape
- 1990: Surprise
- 2001: Artifakt
- 2004: Live at the House of Blues, New Orleans
- 2005: Greatest Hits
- 2011: Death Valley EP

### Singles (Charterfolge)
| Jahr | Titel Album                             | Höchstplatzierung, Gesamtwochen, AuszeichnungChartplatzierungen (Jahr, Titel, Album, Platzierungen, Wochen, Auszeichnungen, Anmerkungen) | Höchstplatzierung, Gesamtwochen, AuszeichnungChartplatzierungen (Jahr, Titel, Album, Platzierungen, Wochen, Auszeichnungen, Anmerkungen) | Höchstplatzierung, Gesamtwochen, AuszeichnungChartplatzierungen (Jahr, Titel, Album, Platzierungen, Wochen, Auszeichnungen, Anmerkungen) | Höchstplatzierung, Gesamtwochen, AuszeichnungChartplatzierungen (Jahr, Titel, Album, Platzierungen, Wochen, Auszeichnungen, Anmerkungen) | Höchstplatzierung, Gesamtwochen, AuszeichnungChartplatzierungen (Jahr, Titel, Album, Platzierungen, Wochen, Auszeichnungen, Anmerkungen) | Anmerkungen                         |
| Jahr | Titel Album                             | DE | AT | CH | UK | US | Anmerkungen                         |
| ---- | --------------------------------------- | --- | --- | --- | --- | --- | ----------------------------------- |
| 1995 | Good Deluxe                             | — | — | — | UK86 (2 Wo.)UK | US30 (20 Wo.)US | Erstveröffentlichung: Februar 1995  |
| 1995 | Rosealia Deluxe                         | — | — | — | — | US71 (12 Wo.)US | Erstveröffentlichung: November 1995 |
| 1996 | Desperately Wanting Friction, Baby      | — | — | — | — | US48 (20 Wo.)US | Erstveröffentlichung: Dezember 1996 |
| 1999 | At the Stars How Does Your Garden Grow? | — | — | — | — | US78 (4 Wo.)US | Erstveröffentlichung: März 1999     |